# Claudia Leistner
Claudia Leistner (nome de casada: Claudia Pfrengle; Ludwigshafen am Rhein, Alemanha Ocidental, 15 de abril de 1965) é uma ex-patinadora artística alemã, que competiu no individual feminino representando a Alemanha Ocidental. Ela conquistou duas medalhas de prata em campeonatos mundiais (1983 e 1989), foi campeã do Campeonato Europeu de 1989, e foi pentacampeã do campeonato nacional alemão. Leistner disputou os Jogos Olímpicos de Inverno de 1984 e 1988 terminando na nona e sexta posição, respectivamente.

## Principais resultados
| Resultados                                            | Resultados    | Resultados       | Resultados        | Resultados    | Resultados        | Resultados      | Resultados       | Resultados      | Resultados       | Resultados    | Resultados    | Resultados    |
| Internacional                                         | Internacional | Internacional    | Internacional     | Internacional | Internacional     | Internacional   | Internacional    | Internacional   | Internacional    | Internacional | Internacional | Internacional |
| Evento/Temporada                                      | 1980– 1981    | 1981– 1982       | 1982– 1983        | 1983– 1984    | 1984– 1985        | 1985– 1986      | 1986– 1987       | 1987– 1988      | 1988– 1989       |               |               |               |
| ----------------------------------------------------- | ------------- | ---------------- | ----------------- | ------------- | ----------------- | --------------- | ---------------- | --------------- | ---------------- | ------------- | ------------- | ------------- |
| Jogos Olímpicos                                       |               |                  |                   | 9.ª           |                   |                 |                  | 6.ª             |                  |               |               |               |
| Campeonato Mundial                                    |               | 4.ª              | Medalha de prata  |               | 6.ª               | 6.ª             | 6.ª              | 4.ª             | Medalha de prata |               |               |               |
| Campeonato Europeu                                    |               | 5.ª              | Medalha de bronze |               | Medalha de bronze | 5.ª             | 4.ª              | 4.ª             | Medalha de ouro  |               |               |               |
| NHK Trophy                                            | 4.ª           |                  |                   |               | 4.ª               |                 |                  |                 |                  |               |               |               |
| Skate America                                         |               |                  | Medalha de prata  |               |                   |                 |                  |                 | Medalha de ouro  |               |               |               |
| Skate Canada International                            |               |                  |                   |               |                   |                 | Medalha de prata |                 |                  |               |               |               |
| Trophée de France                                     |               |                  |                   |               |                   |                 |                  |                 | Medalha de ouro  |               |               |               |
| Nacional                                              |               |                  |                   |               |                   |                 |                  |                 |                  |               |               |               |
| Campeonato Alemão                                     |               | Medalha de prata | Medalha de prata  |               | Medalha de ouro   | Medalha de ouro | Medalha de ouro  | Medalha de ouro | Medalha de ouro  |               |               |               |
|                                                       |               |                  |                   |               |                   |                 |                  |                 |                  |               |               |               |
| Legenda: Competição não foi disputada nesta temporada |               |                  |                   |               |                   |                 |                  |                 |                  |               |               |               |